# Idaho State Capitol

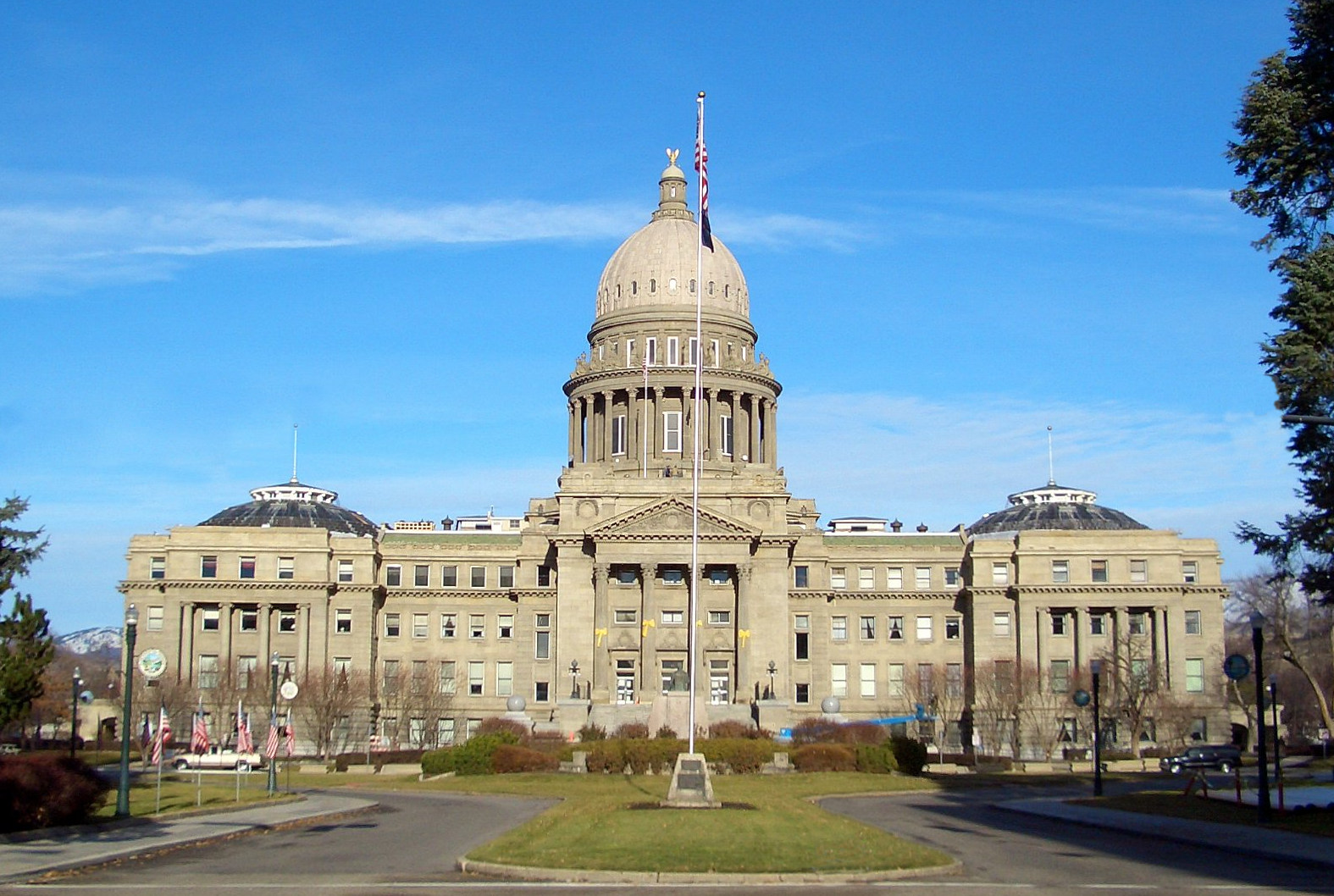
Idaho State Capitol in Boise

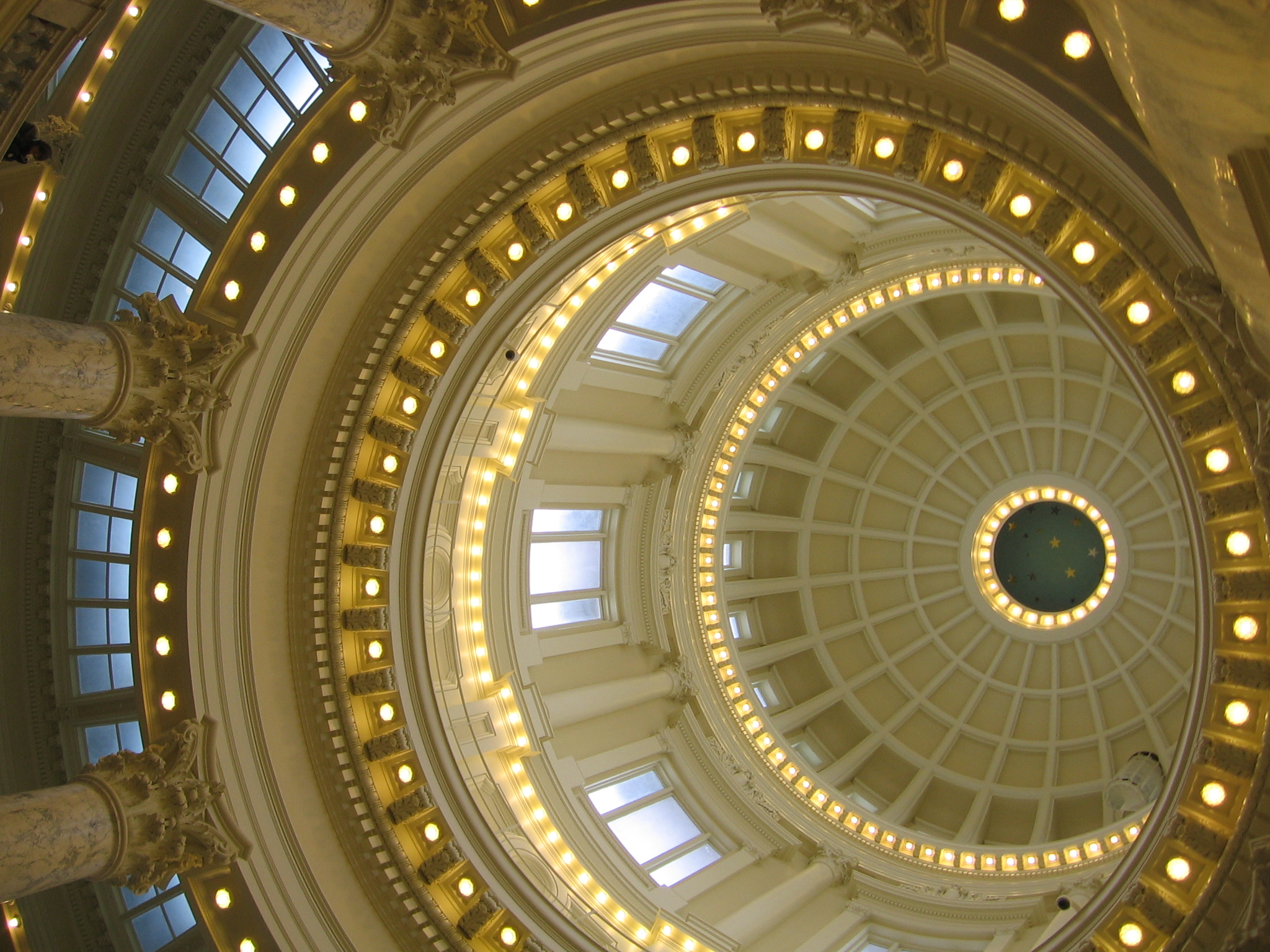
Die renovierte Kuppel

Das Idaho State Capitol ist das State Capitol des US-Bundesstaates Idaho. Es ist der Sitz der Gesetzgebung Idahos und befindet sich in der Hauptstadt Boise. Das Hauptgebäude wurde 1913 fertiggestellt. Es ist das einzige State Capitol, das von einer geothermischen Quelle beheizt wird.
Am 9. Januar 2010 wurde nach zwei Jahren eine Renovierung, die 120 Mio. US-Dollar gekostet hat, abgeschlossen. Die Fertigstellung war zwei Tage vor dem Beginn der Legislaturperiode und einen Tag früher als geplant.

## Vorheriges Gebäude
Das erste Capitol wurde 1886 gebaut. Es lag zwischen Sixth Street und Seventh Street sowie Jefferson Street und State Street. Vier Jahre später wurde Idaho zum Bundesstaat und das Gebäude wurde schnell zu klein für die größer werdende Regierung. 1905 wurde ein neues Gebäude in Auftrag gegeben.

## Aktuelles Gebäude
Das aktuelle Gebäude wurde in zwei Bauphasen fertiggestellt. In der ersten Bauphase, die 1905 begann, wurde der Mittelteil, mit Rotunde und Kuppel, und der Nordflügel, für den Obersten Gerichtshof, errichtet. Nach der Fertigstellung im Jahr 1912 zogen die Beamten in ihren neuen Büros um. Nachdem die Finanzierung der zweiten Bauphase gesichert war, wurde 1919 mit dem Bau von Ost- und Westflügel begonnen. Diese wurden 1920 fertiggestellt und beherbergen die Sitzungssäle von Senat und Repräsentantenhaus. Die Baukosten lagen über 2 Mio. USD. Der Entwurf für das Gebäude orientierte sich am United States Capitol in Washington, D.C.

## Details des Gebäudes
Das Capitol wird durch Tunnel mit dem Gebäude des Obersten Gerichtshofs und anderen Regierungsgebäuden verbunden. Die Tunnel, die täglich von den Regierungsangestellten genutzt werden, sind nicht für die Öffentlichkeit zugänglich. Sie können als Bunker für den Gouverneur und die Bediensteten genutzt werden. Neben dem Haupteingang ist ein Parkplatz für das Auto des Gouverneurs reserviert, das das Kennzeichen Idaho 1 trägt.

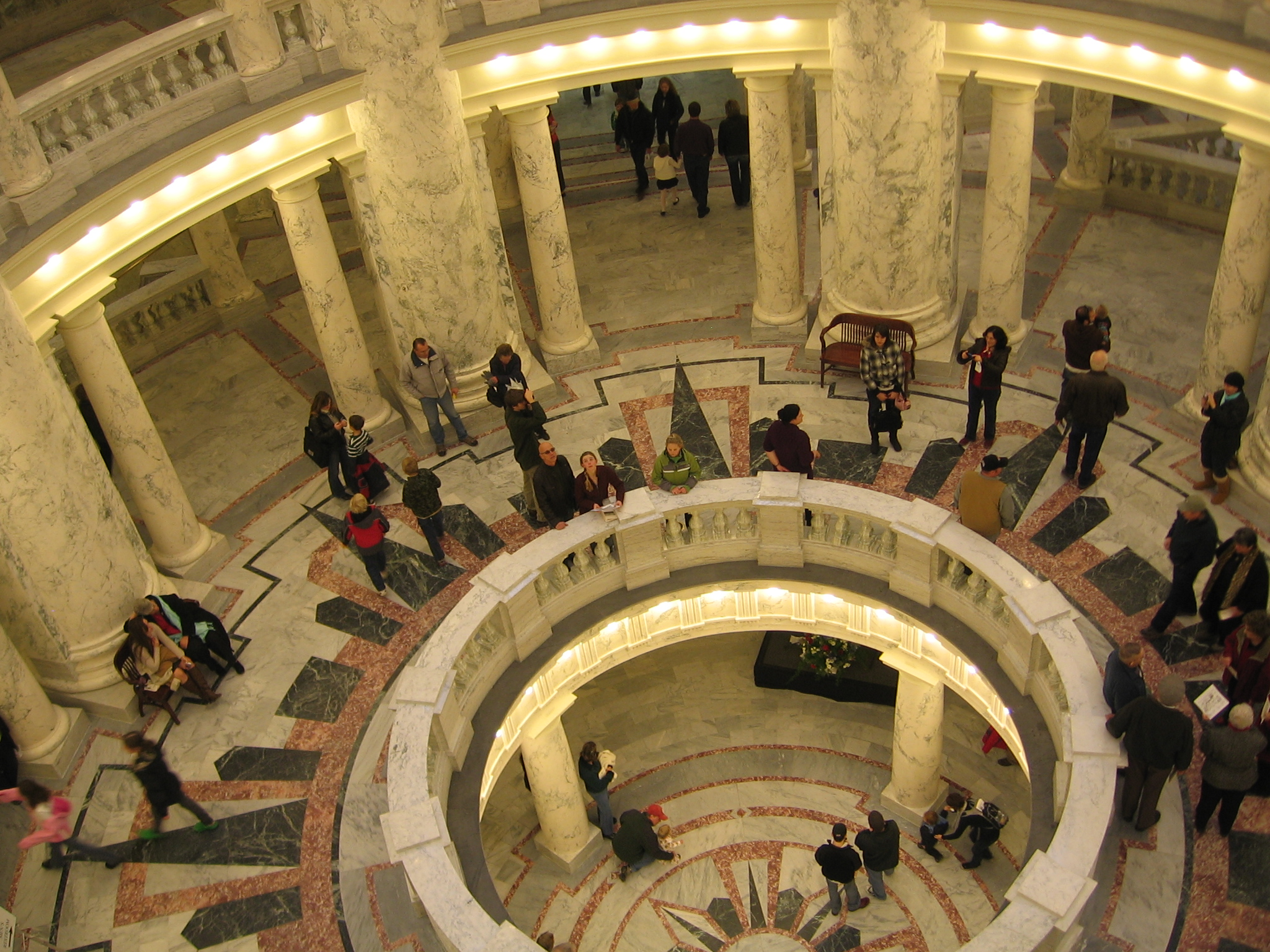
Bürger Idahos besichtigen das renovierte Capitol.

Die große Glocke direkt vor dem Capitol Building ist eine Nachbildung der Liberty Bell. Besucher dürfen die Glocke schlagen. An den Schachtwänden des Aufzugs an der Ostseite der Rotunde befinden sich ebenso die Unterschriften von Hunderten von Pagen des Repräsentantenhauses und Senats sowie die Unterschriften der gewählten Abgeordneten. Der Aufzug kann durch das manuelle Öffnen der Türen angehalten werden, damit man die Unterschriften anschauen kann. Die einzigen Räume, die niemals für die Öffentlichkeit zugänglich sind, sind die Räume, die für den Caucus genutzt werden, und die Aufenthaltsräume von Senat und Repräsentantenhaus.
Zwanzig Porträts von Gouverneuren, sowohl des Territoriums als auch des Staates, werden gezeigt. Sie wurden von Herbert A. Collins im Jahr 1911 gemalt.
Das State Capitol wurden von den Architekten John E. Tourtellotte und Charles F. Hummel aus Boise entworfen. Die Partner haben viele Kirchen und Bildungseinrichtungen in Boise, und das Verwaltungsgebäude der University of Idaho in Moscow entworfen.
Die Säulen in der Hauptlobby sind nicht aus Marmor, sondern sind ein bemerkenswertes Beispiel für Stuckmarmor.